# Río Copiapó
El río Copiapó es un curso natural de agua que fluye en la Región de Atacama. Comienza en la confluencia de los ríos Jorquera y Pulido. El río Copiapó se nutre, 2.5 kilómetros río abajo, de las aguas de su tercer afluente, el río Manflas. No siempre sus aguas alcanzan la desembocadura en el océano Pacífico.
Una vez reunidos sus tres afluentes el Copiapó descansa en el embalse Lautaro para después proseguir su viaje hacia el noroeste. Sus aguas alcanzan el mar solo en años lluviosos.

## Trayecto
A lo largo de sus 162 km, el río cursa en sentido noroeste, cruzando las ciudades de Tierra Amarilla y Copiapó, entre las cuales recibe la confluencia de la quebrada de Paipote, siguiendo en esa dirección hasta su desembocadura en el océano Pacífico. La cuenca presenta un relieve muy irregular y accidentado, predominando la alternancia de los valles transversales.

## Caudal y régimen
El "Plan de gestión para la cuenca del río Copiapó" calcula un caudal promedio de 2,4 m³/s y una mediana de 2,0 m³/s en la estación río Copiapó en La Puerta.: 55 
El régimen de caudales observado depende de la parte del río en estudio.
Subcuenca alta del Copiapó
Desde su origen en la confluencia de los ríos Pulido y Jorquera hasta aguas arriba de la estación fluviométrica Copiapó en La Puerta. Tiene un régimen nival, con sus crecidas entre diciembre y marzo en años húmedos y normales. En años secos se observan flujos similares durante todo el año. El período de estiaje ocurre en los meses de junio, julio y agosto.
Subcuenca media del Copiapó
Desde la estación fluviométrica Copiapó en La Puerta hasta aguas arriba de la estación Copiapó en Ciudad de Copiapó. Se observa un régimen mixto, con importantes aportes pluviales y nivales. En años lluviosos se tienen mayores aportes nivales, mientras que en años normales y secos los caudales no muestran variaciones importantes. El período de estiaje ocurre en el trimestre agosto a octubre.
Subcuenca baja del Copiapó
Desde la estación fluviométrica Copiapó en Ciudad de Copiapó hasta su descarga en el océano Pacífico. Muestra un régimen mixto, con importantes caudales en invierno y verano en años muy húmedos. Sin embargo, en años normales y secos la influencia nival disminuye notablemente producto del uso de agua para el riego de zonas agrícolas emplazadas en las laderas del río, de manera que se presentan los menores caudales en ese período, entre diciembre y febrero.

Curvas de variación estacional del río Copiapó
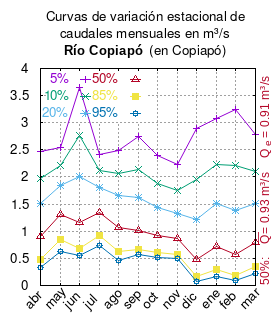
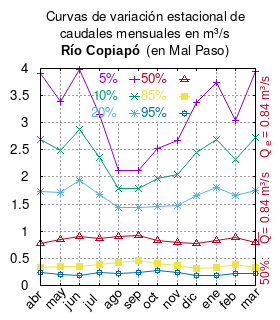
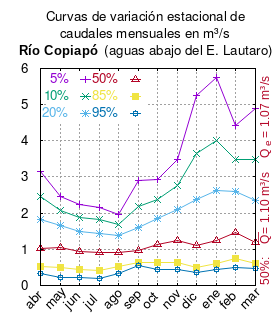
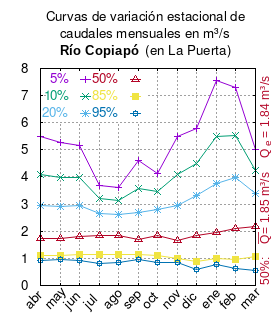
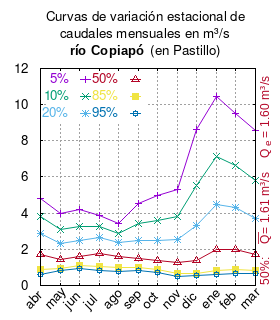

El caudal del río (en un lugar fijo) varía en el tiempo, por lo que existen varias formas de representarlo. Una de ellas son las curvas de variación estacional que, tras largos periodos de mediciones, predicen estadísticamente el caudal mínimo que lleva el río con una probabilidad dada, llamada probabilidad de excedencia. La curva de color rojo ocre (con {\displaystyle {\color {Red}\vartriangle }}) muestra los caudales mensuales con probabilidad de excedencia de un 50%. Esto quiere decir que ese mes se han medido igual cantidad de caudales mayores que caudales menores a esa cantidad. Eso es la mediana (estadística), que se denota Qe, de la serie de caudales de ese mes. La media (estadística) es el promedio matemático de los caudales de ese mes y se denota {\displaystyle {\overline {Q}}}. 
Una vez calculados para cada mes, ambos valores son calculados para todo el año y pueden ser leídos en la columna vertical al lado derecho del diagrama. El significado de la probabilidad de excedencia del 5% es que, estadísticamente, el caudal es mayor solo una vez cada 20 años, el de 10% una vez cada 10 años, el de 20% una vez cada 5 años, el de 85% quince veces cada 16 años y la de 95% diecisiete veces cada 18 años. Dicho de otra forma, el 5% es el caudal de años extremadamente lluviosos, el 95% es el caudal de años extremadamente secos. De la estación de las crecidas puede deducirse si el caudal depende de las lluvias (mayo-julio) o del derretimiento de las nieves (septiembre-enero).

## Historia
En el valle de Copiapó, también llamado Copayapu, se han encontrado restos de asentamientos humanos que existieron 10 000 años antes de la llegada de los españoles a Chile. En la cuenca se sucedieron culturas prehispánicas tales como la del complejo Huentelauquén, Complejo El Molle y Cultura Copiapó, las que fueron dominadas por los incas hacia el año 1.400 d. C. Más de 30 asentamientos de la cultura incaica han sido encontrados en el valle, destacándose el establecimiento de Viña del Cerro como único centro metalúrgico incaico conocido en Chile.: 16 
Diego de Almagro pasó en 1536 por la quebrada de Paipote y la describió como un lugar enmarañado por la abundante vegetación.: 16 
Charles Darwin observó a su paso por Copiapó en 1835:: 18 
“…después de dos o tres años de sequía, durante los cuales no llueve ni una sola vez sucede de ordinario un año lluvioso. Los ríos se desbordan y cubren de gravilla y arena las únicas fajas de terreno que pueden ser cultivadas; y, además, esas inundaciones destruyen los trabajos de irrigación. Hace tres años, lluvias abundantes causaron grandes estragos. Este año ha habido mucha agua y todo el mundo ha podido regar sus tierras tanto como ha querido; pero, a menudo, ha sido preciso apostar soldados en las esclusas, para que cada cual tomara tan sólo la que le correspondía durante determinadas horas de la semana. … pero a medida que se desciende por el valle el volumen de agua se hace cada vez más menor y el río acaba por quedar en seco… Los habitantes miran una tormenta en la cordillera con gran interés, porque una buena caída de nieve asegura el agua para el año siguiente. Eso tiene para ellos infinitamente más importancia que la lluvia en la parte baja del territorio. Cuando llueve, cosa que sucede una vez cada dos o tres años, es una gran ventaja, sin duda, porque los rebaños y las mulas encuentran en seguida algunos pastos en las montañas. Pero si no nieva en los Andes, la desolación se extiende por todo el valle”. 
Francisco Solano Asta-Buruaga y Cienfuegos  escribió en 1899 en su Diccionario Geográfico de la República de Chile sobre el río:
Copiapó (Río).-—La corriente de agua principal que atraviesa de E. á O. el departamento, á que presta su nombre. Procede de los Andes, donde lo forman los riachuelos Jorquera, Manflas y Pulido, que se reúnen casi simultáneamente en el paraje, llamado las Juntas, esto es, al extremo oriental del vallejo de Potrero Grande á una altitud de 1,200 metros y como 90 kilómetros hacia el SE. de la ciudad de Copiapó. Corre al ONO. con un curso rápido durante más de la mitad de esa extensión; pasa por la aldea de San Antonio, Apacheta, Tres Puentes, Pabellón, Nantoco, Tierra Amarilla, Paipote, la ciudad dicha, &c., y más abajo de ésta sigue hacia el O. á morir á dos kilómetros al N. del desembarcadero del puerto de Copiapó, hundiéndose casi del todo en las arenas del lecho de su parte inferior. Su curso, desde sus cabeceras superiores, no baja de 180 kilómetros; abriendo en la mayor parte de esta longitud un prolongado valle más ó menos estrecho y bastante feraz.
Luis Risopatrón lo describe en su Diccionario jeográfico de Chile (1924) sobre el río:: 838 
Copiapó (Rio) 27° 20’ 71° 24’. Es formado por los rios Manflas, Pulido i Jorquera, con caudales que están en la proporción de 1, 2 i 4 respectivamente, corre en curso rápido hacia el WNW, con poco mas de un m³ de agua en los años secos, con 1,6% de pendiente hasta Pabellón, donde aparece como un simple riachuelo i 0,2% hasta Monte Amargo, donde representa un débil chorro de agua, pues ha esperimentado una pérdida que por evaporación solamente puede estimarse en 1,7% por kilómetro de curso; se pierde al W, en las arenas de la llanura i reaparecen sus aguas cargadas de sales, principalmente de sulfato de soda que producen en todas partes esflorescencias salinas. Tiene vegas estensas en su desembocadura en el mar, que verifica por una grieta socavada en areniscas terciarias, conglomerados i limos, dispuestas en graderías, alcanzando un largo total de 180 kilómetros i 18 130 km² de hoya hidrográfica. Al arribo de Almagro (1535) primero i de Valdivia (1540) después a su valle, en el que se desarrolla una vejetacion marina, lo encontraron poblado por indios de la antigua raza peruana i el último lo llamó valle de La Posesión, porque tomó en él la posesión de todo el pais, en nombre del rei de España; este nombre fué cambiado poco después por el de «sementera de turquesas», por las piedras azuladas i verdes que recojian en él los indios. 1, VII, p.. 107 i 119; 3, I, p. 652 (Alcedo, 1786); 66, p. 218; 98, I, p. 199; i III, p. 123, 191, 193, 368, 369 i 370; 126, 1918, p. 571; 149, I, p. 215; 150, p. 7; 155, p. 178; i 156; i valle de Copayapu en 100, p. 7 i 36.

## Población, economía y ecología

Vistas de perspectiva
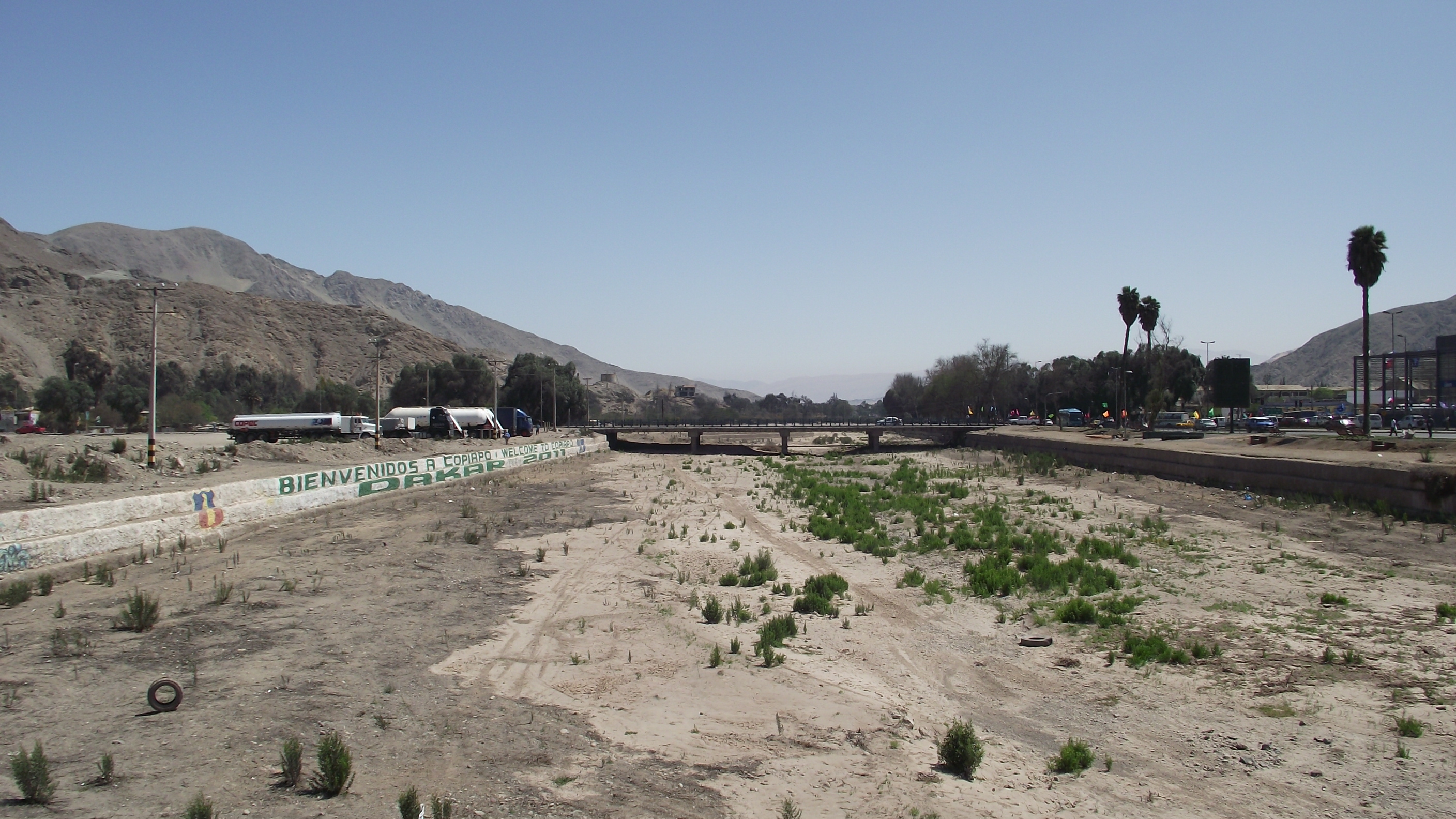
Río Copiapó seco a su paso por la ciudad homónima (2011)
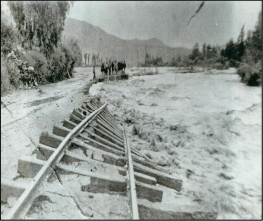
Crecida del río Copiapó en Tierra Amarilla, en 1919